# Răzvan Sabău
Răzvan Sabău (Bucarest, 18 giugno 1977) è un ex tennista rumeno.

## Carriera
Ottenne il suo best ranking in singolare il 26 settembre 2005 con la 74ª posizione, mentre nel doppio divenne il 27 febbraio 2006 il 174º del ranking ATP.
In carriera vinse da junior la nona edizione del Les Petits As nel 1991. Da professionista ha ottenuto, in singolare, quattro successi nel circuito ATP Challenger Series e cinque tornei del circuito ITF Men's Circuit. Vinse in due occasioni il Budapest Challenger; la prima nel 1996 sconfiggendo in finale l'ungherese Attila Sávolt, mentre la seconda contro lo svizzero Jean-Claude Scherrer con il risultato di 1-6, 7–6(3), 6-3.
Fece parte della squadra rumena di Coppa Davis in quattordici occasioni dal 1993 al 2006 con un bilancio complessivo di otto vittorie e undici sconfitte.

## Statistiche

### Tornei minori

#### Singolare

##### Vittorie (9)
| Legenda tornei minori |
| Challenger (4)        |
| Futures (5)           |

| Numero | Data             | Torneo                                  | Superficie  | Avversario in finale | Punteggio        |
| 1.     | 9 settembre 1996 | Budapest Challenger, Budapest           | Terra rossa | Attila Sávolt        | 6-2, 6-2         |
| 2.     | 9 luglio 2002    | Romania Bucharest Futures, Bucarest     | Terra rossa | Esteban Carril Caso  | 6-1, 6-3         |
| 3.     | 21 luglio 2003   | BT Tennis Trophy, Cluj-Napoca           | Terra rossa | Thomas Oger          | 6-4, 6-1         |
| 4.     | 18 agosto 2003   | Fujitsu Siemens Tiriac Trophy, Bucarest | Terra rossa | Nicolas Renavand     | 6-3, 6-0         |
| 5.     | 1º novembre 2004 | Homestead Challenger, Homestead         | Cemento     | Wesley Moodie        | 5-7, 6-2, 7-5    |
| 6.     | 16 maggio 2005   | Budapest Challenger, Budapest           | Terra rossa | Jean-Claude Scherrer | 1-6, 7–6(3), 6-3 |
| 7.     | 6 giugno 2005    | Kosice Open, Košice                     | Terra rossa | Adam Chadaj          | 6-1, 6-2         |
| 8.     | 29 aprile 2008   | Trofeul McDonald's, Bucarest            | Terra rossa | John Millman         | 7-5, 6-3         |
| 9.     | 17 maggio 2011   | Zagorka Cup Sofia, Sofia                | Terra rossa | Enrico Burzi         | 6-2, 6-3         |